# Kathleen Howell
Kathleen Kowell – amerykańska inżynier astronautyki.

## Życiorys
Ukończyła studia z zakresu inżynierii lotniczej na Uniwersytecie Stanu Iowa, następnie obroniła magisterium i doktorat z astronautyki na Uniwersytecie Stanforda. Została wykładowczynią na Uniwersytecie Purdue oraz redaktor naczelną czasopisma The Journal of the Astronautical Sciences.
Członkini American Astronautical Society i American Academy of Arts and Sciences. W 2004 roku otrzymała Dirk Brouwer Award, a w 2024 roku na jej cześć nazwano planetoidę nr 5396.